# Audy Ciriaco
Audy Alexander Ciriaco Leguisamon (nacido el 16 de junio de 1987 en San Pedro de Macorís) es un shortstop dominicano de ligas menores que se encuentra en la organización de los Tigres de Detroit.
En 2010, Ciriaco bateó .241, con 9 cuadrangulares, 4 triples, 8 dobles y 58 hits en 61 partidos. También anotó 28 carreras y remolcó 36 en 241 turnos al bate en Doble-A.
En 2011 con el equipo Erie SeaWolves, Ciriaco jugó en 91 partidos, terminado con promedio de. 277, 36 extrabases: 23 dobles, 8 triples y 5 cuadrangulares. Anotó 56 carreras y remolcó 55. Fue promovido a Triple-A con Toledo Mud Hens, donde jugó 14 partidos al final de la temporada, tuvo 54 turnos, dos anotadas, dos remolcadas, y bateó .093. Terminó con un combinado de 105 partidos con 444 turnos, 58 anotadas, 57 remolcadas, cinco cuadrangulares, y un promedio de bateo de .255.